# Rockingham, Northamptonshire
Rockingham är en by och en civil parish i kommunen North Northamptonshire i England. Orten har 113 invånare (2011).